# 程跃进
程跃进，男，中华人民共和国武警少将 。

## 生平
歷任武警水电三总队党委书记、政委、武警指揮學院政委、中国人民武装警察部队水电部队副政委。